# Doidae
Doidae (лат.) — семейство чешуекрылых из надсемейства Drepanoidea. Размах крыльев составляет 30—40 мм.
Распространены в США, Мексике и сопредельных территориях.

## Классификация
В семейство включают 2 рода:
- Род Doa
  - Doa ampla Grote, 1878
  - Doa cubana Schaus, 1906
  - Doa dora Neumoegen & Dyar, 1894
  - Doa raspa Druce, 1894
  - Doa translucida Dognin, 1910
- Род Leuculodes
  - Leuculodes dianaria Dyar, 1914
  - Leuculodes lacteolaria (Hulst, 1896)
  - Leuculodes lephassa Druce, 1897